# Sindiwe Magona
Sindiwe Magona (Transkei, 1943) è una scrittrice sudafricana.
È cresciuta nei sobborghi di Città del Capo ed ha avuto una giovinezza difficile, ricordata nei suoi scritti: difficoltà che comprendono studi per corrispondenza, single con tre figli da allevare, nessuna residenza fissa e lavoro da domestica. Malgrado tutto questo si è laureata all'università del Sudafrica e ha svolto un master in scienze dell'organizzazione sociale del lavoro presso la Columbia University.
Il suo impegno politico e sociale è tale che nel 1976 viene nominata membro del Tribunale Internazionale per i crimini contro le donne, a Bruxelles.
Nel 1977 è tra le dieci finaliste per il Woman of the year Award.

## Opere
- Da madre a madre, Edizioni Gorée, 2006, (ISBN 88-89605-05-7)
- Ai figli dei miei figli, Nutrimenti, 2006 (ISBN 978-88-88389-52-3
- Guguletu blues – Racconti di donne della township, Edizioni Gorée, 2006, (ISBN 88-89605-34-0)
- Push-Push ed altre storie, Edizioni Gorée, 2007, (ISBN 88-89605-18-9)
- Questo è il mio corpo!, Edizioni Gorée, 2007, (ISBN 978-88-89605-44-8)